# República do Havaí
A República do Havaí era o nome formal do governo que controlava o Havaí de 1894 a 1898, quando foi governada como uma república. O período de república ocorreu entre a administração do Governo Provisório do Havaí, que terminou em 4 de julho de 1894, e a aprovação da Resolução Newlands no Congresso dos Estados Unidos em que a República foi anexada aos Estados Unidos e se tornou o Território do Havaí em 7 de julho de 1898.
O Reino do Havaí foi derrubado em 1893, como resultado da intervenção dos interesses comerciais estrangeiros e dos militares dos Estados Unidos. A República do Havaí foi liderada por homens descendentes de europeus, como Sanford B. Dole e Lorrin A. Thurston, que eram súditos nativos do Reino e falantes da língua havaiana, mas tinham fortes laços financeiros, políticos e familiares com os Estados Unidos. Dole era um ex-membro da legislatura do Reino de Koloa, Kauai, e do Supremo Tribunal do Reino, e ele nomeou Thurston que serviu como Ministro do Interior sob o reinado de Kalākaua para liderar um esforço em Washington, D.C. para garantir a anexação do Havaí pelos Estados Unidos.

## Fundação da República

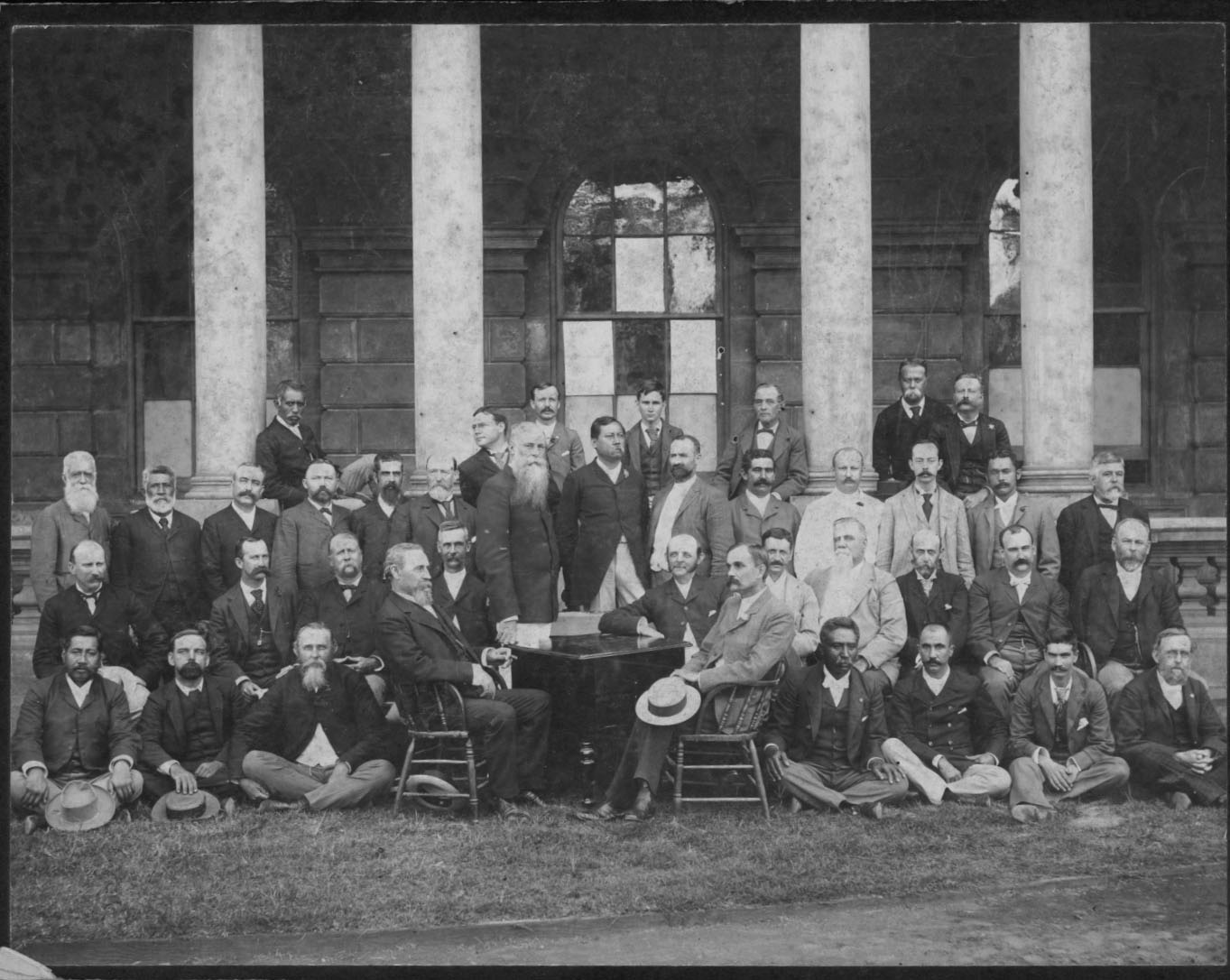
Membros fundadores da República

Após a derrubada, em 1893, o Governo Provisório pressionou os Estados Unidos para anexar o Havaí. Eles foram bem sucedidos com o Presidente Benjamin Harrison em negociar um tratado de anexação, no entanto o mandato de Harrison chegou ao fim antes que o tratado poderia ser ratificado pelo Congresso. O novo Presidente Grover Cleveland se opôs à ideia de anexar, sendo ele próprio um anti-imperialista, e retirou o tratado de anexação negociado pelo Presidente Benjamin Harrison ao assumir o cargo. Depois de comissionar o relatório secreto Blount, ele afirmou que os Estados Unidos tinham usado inadequadamente a força militar e pediu a reintegração da Rainha Liliuokalani. O assunto foi referido por Cleveland ao Congresso após Sanford B. Dole recusar as demandas de Cleveland, e o Senado dos Estados Unidos realizou uma investigação mais aprofundada, que culminou no relatório Morgan, que rejeitou completamente que não havia qualquer envolvimento dos Estados Unidos na derrubada.
O Governo Provisório temia que o Presidente Grover Cleveland poderia continuar a apoiar a Rainha, restaurando a monarquia. O Governo Provisório também percebeu que não haveria anexação até que o mandato de Grover Cleveland terminasse; e eles queriam estabelecer um governo mais permanente até que outro presidente, mais favorável à anexação, chegasse ao poder. Portanto, o Governo Provisório continuou a pedir uma Convenção Constitucional em 30 de maio de 1894. A Convenção Constitucional elaborou a Constituição da República do Havaí. A República do Havaí foi proclamada em 4 de julho de 1894 em Aliiolani Hale. Embora denominada uma república, o novo estado foi uma oligarquia de partido único.

## Política
O Presidente do Havaí foi chefe da república e de estado e chefe de governo. A Constituição prevê que o mandato presidencial seria de seis anos, e especificou que os indivíduos não poderiam ser eleitos para mandatos consecutivos. O presidente tinha a autoridade para vetar a legislação, o que poderia ser substituído pela maioria de dois terços em ambas as casas do Legislativo, e ele também era o comandante-em-chefe das forças armadas. O presidente nomeou, sujeito à confirmação do Senado, e dos membros de seu gabinete. Membros do gabinete eram considerados membros de ofício de ambas as casas da legislatura, eles poderiam participar nos processos, mas não poderiam votar, pois não eram eleitos membros do Legislativo. Se a presidência ficar desocupada, o Ministro das Relações Exteriores poderia assumir como Presidente Interino até que o Legislativo votasse para eleger um sucessor.
O Artigo 23 da Constituição de 1894 especificamente nomeou Sanford B. Dole como o primeiro Presidente da República. Ele seria o único presidente do país, uma vez que foi anexado pelos Estados Unidos em 1898. Após a anexação, o Havaí tornou-se um território dos Estados Unidos e Sanford se tornou seu primeiro Governador.
Legislatura da República consistia de um Senado e uma Câmara dos Representantes. Cada um tinha quinze membros com os antigos que têm mandatos de seis anos e a Câmara apenas dois com exceção da primeira legislatura que foi constitucionalmente concedido um prazo de três anos. Ao contrário dos governos anteriores ou em outras jurisdições de common law, onde as contas de apropriação se originam na Câmara, esses projetos se originou do Ministro das Finanças e foram entregues ao senado. O Senado também manteve o direito de confirmar as nomeações presidenciais e ratificar os tratados que se tornou mais poderoso em todos os aspectos sobre a Câmara. Era possível para os legisladores servirem simultaneamente como presidente, ministro, ou supremo tribunal de justiça.
Conforme os monarquistas tinham boicotado a república e se recusaram a fazer o juramento de fidelidade para concorrer ao cargo, o Partido União Americana ganhou cada assento nas eleições de 1894 e 1897. Houve também uma exigência de propriedade, impedida pela Constituição de 1887, que ia contra as tendências predominantes desse período. As eleições de 1897 teve a menor participação na história do Havaí, com menos de 1% da população indo às urnas.

## Rebelião de Wilcox de 1895

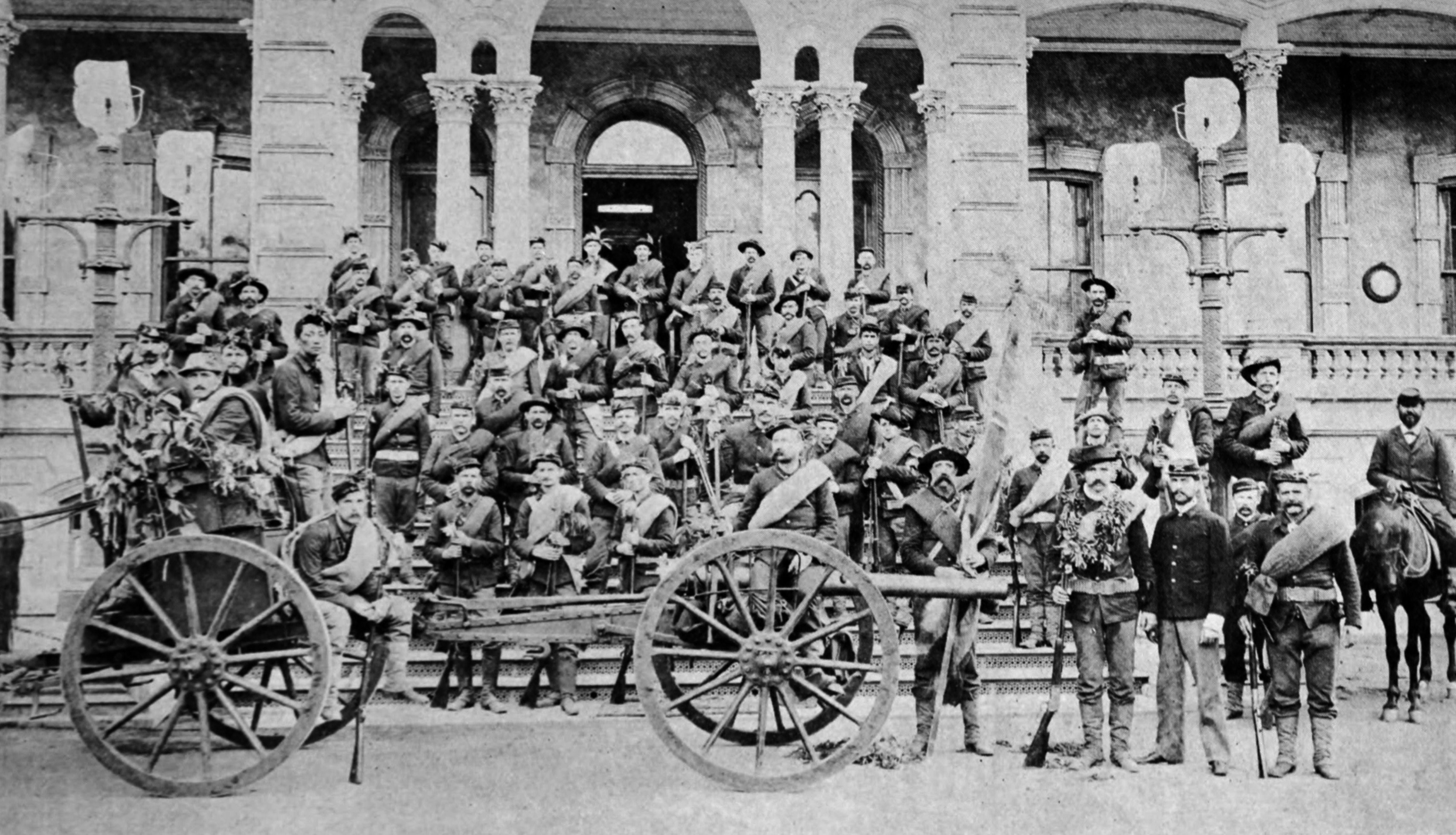
Tropas da República do Havaí após a contra-revolução.

Robert William Wilcox foi um revolucionário havaiano. Em 1889, ele liderou um exército de 150 havaianos, europeus e chineses em rebelião contra o Reino do Havaí. Wilcox foi levado a julgamento, mas foi liberado pois os jurados se recusaram a condena-lo como culpado do delito. Em 1895, Wilcox fez mais uma tentativa, desta vez para derrubar a República do Havaí e para restabelecer a Rainha Liliuokalani no poder. Apoiadores monarquistas desembarcaram uma carga de armas e munições vinda de São Francisco, Califórnia, em um local secreto de Honolulu. No local, em 6 de janeiro de 1895, uma companhia de monarquistas se reuniu para elaborar planos para capturar de surpresa os prédios do governo. Um encontro precoce com um esquadrão da polícia alarmada de Honolulu e os planos foram abandonados, e os monarquistas foram rapidamente derrotados. Wilcox passou vários dias se escondendo nas montanhas, antes de ser capturado. O filho de um anexionista foi morto. Vários outros confrontos ocorreram durante a semana seguinte, resultando na captura dos principais conspiradores e seus seguidores. O governo teria encontrado armas e munições e alguns documentos de prova potencialmente nas instalações de Washington Place, residência privada da Liliuokalani implicando ela na trama.

## Julgamento da Liliuokalani

Ilustração de Jornal do julgamento público da Liliuokalani por um tribunal militar em 1895 na antiga sala do trono do Palácio 'Iolani.

A República do Havaí colocou a Ex-Rainha em julgamento. A promotoria afirmou que Liliuokalani tinha cometido "traição", porque ela supostamente sabia das armas que seriam usadas para a tentativa de contra-revolução de Wilcox escondidas no canteiro de flores de sua residência pessoal em Washington Place. Liliuokalani negou estas acusações.
Ela foi condenada a 5 anos de prisão com trabalhos forçados e uma multa de $ 10 000. Mas a prisão foi em um pequeno quarto no Palácio 'Iolani, onde ela era vigiada por militares o tempo todo. Depois de oito meses, ela foi mantida em prisão domiciliar em sua casa em Washington Place pelo Presidente Sanford B. Dole. Um ano depois, ela recebeu um perdão total, incluindo o direito de viajar; e o Presidente Sanford deu-lhe um passaporte para viajar para Washington, D.C. para visitar seus amigos e parentes. No entanto, ela usou essa oportunidade para pressionar o Senado dos estados Unidos, contra a anexação em 1897.

## Dissolução da República
Após a posse de William McKinley como Presidente dos Estados Unidos em 4 de março de 1897, a República do Havaí retomou as negociações para a anexação, que continuou no verão de 1898. Por esta altura, a presidente viu nas ilhas como tendo adquirida uma nova importância estratégica no seguimento da Guerra Hispano-Americana e o Reino Unido, França e Japão haviam manifestado interesse em anexar as ilhas para si. Em 16 de junho daquele ano, foi assinado um novo tratado de anexação. Como o Senado parecia incerto em ratificar o Tratado, os seus apoiadores tomaram medidas extremas, passando a Resolução Newlands, através do qual a cessão foi aceita, ratificado e confirmado por uma votação de 42 a 21. A Câmara dos Representantes aceitou a Resolução Newlands por uma votação de 209 a 91. McKinley assinou o projeto em 7 de julho de 1898. A alegação formal da transferência da soberania ocorreu em 12 de agosto de 1898, com o hasteamento da bandeira dos Estados Unidos sobre o Palácio 'Iolani.